# Escorbut
L'escorbut és una malaltia produïda pel dèficit de vitamina C (també anomenada «àcid ascòrbic» perquè prevé i cura l'escorbut). Era corrent entre els mariners que subsistien amb dietes en les quals no figurava fruita fresca ni hortalisses, i va ser identificada correctament fa més de dos segles pels metges navals britànics, que la prevenien o curaven empíricament afegint suc de llima a la dieta, encara que la vitamina C no fou descoberta fins a la dècada de 1930 per Albert Szent-Györgyi (Premi Nobel de Medicina, 1937) i Charles Glen King.
Es creu que durant els tres segles i escaig d'apogeu de la marina velera l'escorbut va causar la mort de 2 milions de mariners.

## Etimologia
La paraula va arribar al català mitjançant el francès «scorbut», que probablement la manllevava del baix saxó «schorbûk» (schoren -trencat- i buk -ventre-) o del neerlandès antic «schorbuyck», i significa aproximadament «esventrament» o «malaltia que trenca el ventre». L'escorbut comporta un defecte en la síntesi de col·lagen, de forma que la gent de mar afectada veia com les antigues cicatrius s'obrien i les ferides noves no tancaven mai. Les descripcions mèdiques inicials (segle xvi) l'anomenaven scorbutus en llatí.

## Epidemiologia
Actualment en els països més desenvolupats l'escorbut apareix sobretot en àrees urbanes molt pobres i subjectes desemparats.
- Lactants: la major incidència es troba en lactants de 6 a 12 mesos d'edat, que s'alimenten amb preparats làctics artificials no suplementats amb fruites cítriques o vegetals, per error o descura materna.[8] En l'escorbut infantil predominen les manifestacions musculo-esquelètiques,0 i la presència d'hematomes subperiòstics és un signe d'especial valor diagnòstic.[9][10] Les ressonàncies magnètiques en explorar els ossos dels nens amb aquesta malaltia acostumen a mostrar un senyal confluent anòmal, hipointens en les seqüències T1 i hiperintens en les T2.[11]
- Individus de mitjana o avançada edat: les persones desdentades que viuen soles i que cuinen per a si mateixes són les més afectades.[12]
- Persones amb malalties mentals: malalts afectes de trastorns alimentaris (com l'anorèxia), depressió, psicosis amb deliris centrats en la dieta,[13] esquizofrènia[14] o determinats trastorns obsessivocompulsius,[15] poden desenvolupar un escorbut no sempre fàcil de diagnosticar. Al seu torn, l'escorbut provoca múltiples trastorns psiquiàtrics de gravetat variable, difícils d'interpretar sense una determinació d'àcid ascòrbic realitzada en condicions adequades.[16] S'han descrit diversos casos d'aquesta malaltia en individus amb paràlisi cerebral,[17][18] trastorns de l'espectre autista[19][20][21] o que presenten alhora les dues malalties;[22] els quals alguna vegada són suggestius d'un càncer hematològic per les seves inhabituals característiques clíniques.[23]
- Persones sense sostre, alcohòliques o amb creences extravagants: poden o no presentar alteracions neuropsiquiàtriques o altres dèficits nutricionals concomitants.[24] L'alcohol altera el mecanisme d'absorció de la vitamina C.[25]

L'escorbut clínic és més intens que l'experimental, ja que els pacients solen tenir dèficit d'altres components de la dieta que agreujen el seu estat i que tenen manifestacions semblants a les de l'avitaminosi C. Els grups de risc com els lactants i les persones de mitjana o avançada edat són especialment vulnerables. Les persones amb càncer, síndrome de malabsorció, al·lèrgia a la vitamina C, celiaquia, malaltia de Whipple, malaltia de Crohn o en diàlisi renal (aquesta teràpia augmenta el catabolisme i redueix els nivells plasmàtics de vitamina C), poden fàcilment desenvolupar l'escorbut. Els grans fumadors tenen una pèrdua metabòlica considerablement major de vitamina C -fet que comporta nivells circulants més baixos de la substància- i necessiten una ingesta diària de dita vitamina també major que els no fumadors; per això, comparativament són més proclius a patir la malaltia.
A banda dels humans, els animals que no poden sintetitzar vitamina C per ells mateixos (simis, tarsers, conills porquins, capibares, molts tipus de ratpenats i algunes espècies d'ocells i peixos teleostis) desenvolupen escorbut en cas de patir una deficiència dietètica. Inclús s'ha descrit aquest tipus d'avitaminosi en un elefant asiàtic. Els gossos també poden patir aquesta malaltia. S'observa sobretot en cadells de 2-6 mesos d'edat sotmesos a exercici intens i que consumeixen aliments de baixa qualitat. Presenten coixesa més o menys intensa, tumefacció, rubor i dolor a la palpació de les articulacions i el quadre remet amb l'administració endovenosa de vitamina C. L'avitaminosi C es causa de diverses malalties cornials en rosegadors.

## Signes i símptomes
Els símptomes inclouen: miàlgia, cansament i debilitat muscular, somnolència, genives hiperplàsiques i esponjoses, hemorràgies gingivals espontànies amb canvis de coloració tissular local per siderosi, epistaxis recurrents, hematomes, anèmia, leucopènia, augment del nivell de proteïna C reactiva i de la velocitat de sedimentació globular, púrpures fol·liculars doloroses, diarrea, artràlgies i enduriment dolorós contractural dels músculs del panxell i les cames. A més d'impedir la correcta reparació de les ferides, l'escorbut afecta els ossos (especialment els dels nens). La simptomatologia de la malaltia apareix quan la concentració en plasma d'àcid ascòrbic és menor de 0,2 mg/dL (11 µmol/L). En adults, una troballa radiològica habitual és l'osteopènia. En infants, s'aprecien signes característics a les radiografies (anell de Wimberger, línia blanca de Fraenkel, zona de Trümmerfeld o marques de Pelken). La RM acostuma a mostrar hemorràgies subperiòstiques, petits infarts a la medul·la òssia i desplaçaments de les epífisis. En alguns nens, un signe peculiar observat a la RM és l'edema del cuir cabellut amb zones de necrosi, que dona una imatge característica "en turbant". A vegades, les troballes de la RM de les extremitats inferiors són inespecífiques (engruiximent dèrmic, edema subcutàni i edema a les estructures fascials) i compatibles amb un procés inflamatori general. La gammagrafia es una prova complementària útil, en casos determinats, per obtenir un diagnòstic de certesa. Altres canvis habituals en l'escorbut són les hemorràgies cutànies perifol·liculars, els pèls en "llevataps" i l'hiperqueratosi dels fol·licles. En el sistema visual humà aquesta avitaminosi pot provocar hemorràgies entre la conjuntiva palpebral i bulbar, les quals tenen l'aspecte d'infiltrats blanquinosos al efectuar un fons d'ull. També s'afecta l'espai retrobulbar, amb edema papil·lar i fins i tot atròfia del nervi òptic. S'han publicat alguns inusuals casos en els quals la primera presentació clínica de l'escorbut va ser una exoftàlmia bilateral.
En fase avançada, la malaltia cursa amb hemartrosi, edemes perifèrics, dispnea, síndrome sicca (sequedat generalitzada de naturalesa no autoimmune), neuropatia femoral secundària a hemorràgies dins de la beina del nervi i hemopericardi. No són rares les hemorràgies gastrointestinals. De vegades, els signes clínics predominants són insuficiència cardíaca dreta aguda, hipertensió pulmonar i disfuncionalitat greu de les vàlvules cardíaques, alteracions fàcilment reversibles si s'instaura a temps el tractament amb vitamina C. Es pensa que els mecanismes que condueixen a la fallida cardiorespiratòria impliquen una vasoconstricció alterada i estímuls adrenèrgics anòmals. Tot això comporta un col·lapse vascular, xoc, hipotensió refractària i la mort.
És una malaltia que, avui dia, pot passar desapercebuda i orientada en un primer moment com un trastorn cutani, reumàtic o vascular. Quan apareix en persones amb positivitat serològica a les hepatitis víriques pot suggerir l'existència d'una vasculitis per crioglobulinèmia mixta. Els casos pediàtrics, tot i que són rars en comparació amb altres deficiències nutricionals de la infància, per la poca especificitat que tenen en ells les manifestacions de la malaltia moltes vegades s'identifiquen tardanament. Sovint, una bona anamnesi i els símptomes en conjunt són les eines que permeten als metges clínics sospitar el diagnòstic d'escorbut. Eventualment, ha estat descrit algun cas en el qual la principal manifestació de l'escorbut fou la hipotensió ortostàtica. Pot ser el primer signe d'una malaltia de Whipple induïda per l'etanercept administrat com a tractament de l'espondiloartritis anquilosant.
L'escorbut ocasiona també alteracions sensorials diverses, deliris i canvis del comportament que poden anar des de la nostàlgia intensa a conductes agressives.

## Tractament
Les dosis habituals de vitamina C en els adults són de 100 mg tres a cinc vegades al dia per via oral fins que s'hagin administrat 4 grams, seguint després amb 100 mg / dia. En els lactants i infants, la posologia (forma de dosificació d'un fàrmac) adequada és de 10 a 25 mg tres vegades al dia. A la vegada s'estableix una dieta rica en vitamina C. Les hemorràgies espontànies solen cessar en 24 hores, els dolors musculars i ossis cedeixen amb rapidesa, i les genives comencen a curar en dos a tres dies. Fins i tot els grans hematomes o equimosis involucionen en deu a dotze dies, encara que les alteracions pigmentàries a les zones de grans hemorràgies poden persistir durant mesos. La bilirubina sèrica es normalitza en tres a cinc dies i l'anèmia se sol corregir en dos a quatre setmanes o pocs mesos, segons sigui el grau d'avitaminosi.

## Història de l'escorbut
Possiblement, l'escorbut aparegué quan els humans van adoptar l'agricultura com un mitjà de subsistència principal. Amb el sistema agrícola, les comunitats podien emmagatzemar grans per menjar durant els mesos d'hivern. Ara bé, el gra conservat és molt pobre en vitamina C, fet que fa pensar que molts pobles antics patiren d'escorbut als hiverns, ja que era l'aliment més habitual a la seva dieta.
S'han trobat evidències paleopatològiques de la malaltia al jaciment arqueològic d'Atapuerca i a moltes altres restes prehistòriques. Inclús, a la literatura especialitzada, es poden trobar articles sobre la possible presència d'escorbut entre poblacions de l'home de Neandertal, fonamentats en la dieta derivada de les condicions glacials del període corresponent a la datació de les restes.
Han estat identificats signes compatibles amb escorbut a restes òssies de diferents poblacions de l'Amèrica precolombina (al Perú o a Belize, per exemple). El cas més antic d'escorbut infantil fou descrit l'any 2016 estudiant les anomalies de l'esquelet d'un nen trobat al jaciment de Nag el-Qarmila (3800–3600 aC), a prop d'Assuan, corresponent a l'Egipte Predinàstic.
La primera referència documental sobre l'escorbut es troba al papir Ebers (ca. 1500 aC). En ell, es descriu la malaltia i es recomana que sigui tractada amb cebes (vegetal amb 7,4-10,4 mg de vit. C / 100 gr, segons varietat i condicions).
En el seu compendi de pràctica aiurvèdica (~600 aC), el metge hindú Sushruta inclou l'escorbut (sitada) entre les malalties orals i el classifica en quatre estadis d'evolució.
Plini el Vell a la seva obra Naturalis historiae (llibre 25, capítol 6), anomenà a la malaltia que patien els legionaris destinats a les zones septentrionals de l'Imperi: stomacace (dolor bucal) i scelotrybe (dolor a les cames). Al volum VII, llibre XVI de la Geographica d'Estrabó es menciona l'escorbut que patiren les tropes d'Eli Gal.
El cavaller i cronista Jean de Joinville, a la seva obra sobre la Setena Croada, relatà els clars signes d'escorbut entre els croats de Lluís IX a Egipte (1250), com les grans taques negres a les cames, les úlceres a les genives o l'halitosi.
En el segle xv es van dur a terme grans viatges marítims sobre els quals s'explicava una estranya malaltia que afectava la tripulació d'aquells vaixells. Els símptomes que manifestaven els mariners eren terribles: els sagnaven les genives, les seves dents queien, patien greus hemorràgies i dolors intensos per tot el cos i, fins i tot, morien. Es creu, segons l'estudi de les restes òssies, que l'escorbut va provocar la mort de molts dels pobladors de La Isabela, fundada per Cristòfor Colom l'any 1494 durant el seu segon viatge a les Índies occidentals.
Durant segles aquesta malaltia, que aleshores es coneixia amb el nom de la pesta dels mariners, es va considerar que era contagiosa i se'n culpava el fred d'alta mar com el causant. Altres motius que podien provocar-la segons les creences de l'època eren la nostàlgia, les paelles de coure, el tabac les rates, la brutícia, la carn en salaó o la baixa moral de les tripulacions.
Una de les primeres descripcions de l'escorbut als viatges per mar i del seu remei la va fer Vasco da Gama al tornar de la seva expedició a l'Índia (1497-1499). La seva flota va patir la malaltia dues vegades. La primera, els tripulants varen millorar pocs dies després de menjar taronges. La segona, durant el viatge de retorn a Portugal, els homes malalts demanaren més taronges que no van aconseguir. Molts d'ells moriren aquesta vegada. L'escorbut aparegué, les dues ocasions, després de 10 setmanes de navegació. El 1519, Fernão de Magalhães, amb cinc naus i 250 homes, va salpar de Sevilla per buscar un pas entre l'Atlàntic i el Pacífic a Sud-amèrica. Durant aquesta llarga travessia de més de tres mesos sense tocar terra ferma els aliments es van acabar als vaixells.
Els mariners van començar a sentir els símptomes de la terrible malaltia i molts van morir. Segons el cronista Pigafetta, el 6 de març de l'any 1521 l'expedició va aconseguir queviures frescos a l'illa de Guam que milloraren l'estat dels navegants. Quan per fi van poder arribar a les illes Filipines, hi van desembarcar i van poder menjar fruita i aliments frescos. La malaltia va remetre i els símptomes van desaparèixer.
El navegant francès Jacques Cartier i els seus tripulants patiren l'escorbut durant l'hivern de 1536, mentre exploraven els territoris orientals de l'actual Quebec. Cartier va documentar la primera autòpsia feta a un cadàver d'un malalt d'escorbut, que no aclarí la causa de mort. Dels amerindis (iroquesos) acompanyants, uns emmalaltiren i uns altres no. A Stadacona, un poblat a prop de la que ara és la ciutat de Quebec, Cartier aconseguí dels iroquesos una decocció feta amb fulles i escorça d'un arbre anomenat annedda (arbre de vida), que millorà eficaçment l'estat dels malalts. Es creu que l'arbre era la conífera Thuja occidentalis, si bé podria tractar-se d'alguna espècie de Picea o d'una barreja de parts de diferents arbres amb substàncies curatives. Molts anys més tard el metge de la marina britànica Robert Robertson -coneixedor de les experiències de Cartier- tractà amb èxit l'escorbut de la tripulació de la fragata HMS Juno amb fulles riques en vitamina C de Pinus glabra, quan el vaixell participava en la Guerra de la Independència dels Estats Units.
El metge de Colónia Johann Bachoven von Echt (1515-1576) va escriure per primera vegada una obra monogràfica sobre la malaltia, De Scorbuto, l'any 1541. Una descripció molt acurada de l'escorbut "terrestre" a les guerres de setge la va fer Olaus Magnus a Historia de gentibus septentrionalibus (1555). Els escandinaus el tractaven afegint Artemisia absinthium a la cervesa. El flamenc Rembert Dodoens al seu llibre Stirpium historiae pemptades sex (1583) considerava el creixen, la Veronica beccabunga (creixen de cavall) i la cocleària, plantes amb grans propietats antiescorbútiques. Bullides amb llet i vi, però: Malo, quod Scorbuck Germania
nuncupat, efficaciter medetur, in lacte aut vino decocta. Fou la primera referència botànica de la Cochlearia officinalis com una herba d'interès medicinal (el seu nom anglès comú és "scurvygrass"), la qual fou emprada unes dècades després pels colonitzadors europeus de Terranova com a tractament de la malaltia. Henrik Høyer, un metge alemany establert a Bergen, escrigué l'any 1593 sobre els efectes benèfics dels fruits de la Chamaemorus norvegicus sobre l'escorbut, en una carta dirigida a Carolus Clusius.
Richard Hawkins va constatar l'eficàcia guaridora dels cítrics durant el seu viatge als Mars del Sud de 1593. Amb només 4 homes sans, a la costa del Brasil intercanvià sota bandera de treva roba per fruites amb els portuguesos, un fet que destaca al relat de dit viatge enaltint les propietats de les "taronges i llimones". Així i tot, Hawkins no veié la capacitat preventiva d'aquestes. Malgrat portar barrils de cervesa de pícea, l'explorador Willem Barentsz morí d'escorbut al seu tercer viatge a Nova Terra amb bona part de la seva tripulació (1597). L'àcid ascòrbic no resisteix bé l'ebullició.
John Woodall (1570-1643), cirurgià de la Companyia Britànica de les Índies Orientals, fou el primer facultatiu que va escriure sobre l'escorbut en un llibre "estàndard" de medicina naval, The Surgeon's Mate (1617). En aquest manual, contempla l'ús de cítrics per tractar l'escorbut i proposa donar als mariners begudes fortificants amb rovell d'ou. Entre 1500 i 1700, fins que el conreu de la patata es generalitzà, l'escorbut era una de les malalties més comunes als Països Escandinaus.
El metge danès Ambrosius Rhodius va fer la seva tesi doctoral (1635) sobre l'escorbut. En ella recomanava, a banda d'altres vegetals nòrdics, el consum de móres vermelles per evitar-lo.
Thomas Willis creia que les contraccions de l'escorbut s'originaven per una discràsia del sofre i la sal de la sang, del sucus nerveus o dels dos medis a la vegada, segons consta al seu Tractatus de scorbuto de 1676.
L'escorbut causà la mort de Vitus Bering i de part dels seus tripulants a la tornada de la seva segona expedició al Nord-est (desembre del 1741). La resta dels navegants varen sobreviure gràcies a les poques molses i herbes recollides pel metge del vaixell Sviatoi Piotr i naturalista Georg Wilhelm Steller.
El metge militar i botànic Josep Quer i Martínez, a la seva obra Flora española, ó Historia de las plantas que se crian en España (1762) recomanava un preparat de rave rusticà per tractar l'escorbut "àcid", contraindicat en cas d'escorbut amb "calentura", així com la rentada de les genives amb suc de sàlvia.
Els "Registres de Malalts i Ferits" dels bucs de la Royal Navy corresponents al període 1700-1806, mostren reiteradament la presència de la malaltia durant moltes campanyes o actuacions navals i militars; per exemple: operacions a les Índies Orientals (1757-1763, Guerra dels Set Anys), setge de Pensacola (1765) o les expedicions derivades de la Guerra de la Independència dels Estats Units (1776-1783).
Un cas lamentable fou el del metge William Stark (1741-1770). Poc després de finalitzar els seus estudis a la Universitat de Leiden, Stark s'establí a Londres i va iniciar una sèrie de 24 autoexperimentacions dietètiques orientades a conèixer millor l'escorbut. La primera fou una dieta bàsica de pa, aigua i una mica de sucre durant 21 dies. Després afegí, un per un, diversos elements: oli d'oliva, oca rostida, bou bullit, greix, figues i carn de vedella. Als dos mesos tenia les genives sagnant. Morí d'escorbut després de 8 mesos d'experiments, quan només menjava púding de mel i formatge de Cheshire. El metge James Carmichael Smyth publicà The works of the late William Stark …/clinical and anatomical observations, with experiments dietetical and statical, l'any 1788. Benjamin Franklin conegué personalment a Stark. Persona amb múltiples interessos i potser influït pels experiments del metge londinenc, Franklin també va fer diverses recomanacions per tractar la malaltia, especialment consumir cervesa de pícea.
L'escocès James Lind publicà el 1753 el tractat A treatise of the scurvy. En ell va descriure àmpliament els resultats de l'experiment que va fer uns anys abans durant el seu servei com a cirurjà de la Royal Navy a bord de la nau HMS Salisbury. A les vuit setmanes de la sortida del vaixell de Portsmouth, Lind escollí sis parelles de tripulants que patien un grau d'escorbut similar i va tractar-les amb sis potencials remeis diferents: sidra, elixir de vitriol, vinagre, aigua de mar, una mescla de substàncies purgants i llimones i taronges. Els dos mariners que prengueren cítrics es varen curar en pocs dies. Tot i que no fou emprada cap mena de placebo en la prova de Lind, alguns experts opinen que aquesta pot ser considerada com el primer assaig clínic de la història de la Medicina. Lind, però, desconeixia la causa de la malaltia i mai va afirmar que tingués un origen únic derivat de l'alimentació inadequada. Fins a l'any 1795, després de ser persuadit per les reiterades recomanacions del metge i higienista naval Sir Gilbert Blane (1749-1834), l'Almirallat britànic no ordenà que a cada membre de les tripulacions de la seva flota se li donessin diàriament tres quarts d'unça líquida de suc de llimona.
A l'obra de Linné, traduïda i ampliada per Antoni Palau i Verdera, Parte práctica de Botánica (1786) es menciona la verdolaga com una de les plantes emprades per tractar l'escorbut. Hipólito Ruiz López, farmacèutic, botànic i membre de l'Expedició Botànica al Virregnat del Perú (1777-1778), va promoure l'ùs les arrels de Krameria lappacea (ratània) per tractar la malaltia.
El metge francès François-Emmanuel Fodéré (1764-1835). descrigué casos d'escorbut a l'Exèrcit dels Alps durant les Guerres de la Revolució Francesa (1793), que va atribuir a la humitat i les condicions d'allotjament de les tropes. Al llibre Medicina nautica: an essay on the diseases of seamen (1797), el metge naval Thomas Trotter (1760-1832) va incloure entre els símptomes escorbútics que presentaven els mariners de la flota britànica unes peculiars i desagradables alteracions sensorials, les quals corresponien a les anomalies funcionals en els nervis cranials causades per la manca de vitamina C i descobertes posteriorment.
Els canvis en l'alimentació dels reclusos van provocar múltiples casos de la malaltia en la presó londinenca de Millbank entre 1822 i 1823, provocant un escàndol administratiu tot i que la quantitat registrada era proporcionalment similar a la d'altres establiments penitenciaris de l'època. Avui dia, es considera que l'escorbut fou només un dels molts factors sanitaris (tuberculosi, saturnisme, possible botulisme, hipotèrmia, inanició, etc.) que concorregueren en la gènesi del desastrós final de l'expedició àrtica de John Franklin (1845-1848), no aclarits del tot després de les exhumacions de moltes de les restes dels 129 expedicionaris. L'anàlisi dels registres mèdics (Sick Books) dels vaixells de recerca enviats per la Royal Navy entre 1848 i 1854, indica que la forma de preparar el suc de llimona proporcionat a les tripulacions feia malbé les seves propietats preventives.
Durant la Gran Fam Irlandesa (1845-1849), l'escorbut contribuí significativament a la mortandat de la població. Aquells anys, també va afectar diferents grups de persones de molts països europeus, com la gent de la classe treballadora d'Escòcia, els reclusos de Gal·les, els reus deportats a Austràlia o les famílies amb hemocromatosi (aquesta malaltia altera la metabolització normal de la vitamina C i potencia sinèrgicament el seu dèficit). L'escorbut portà al desastre a l'expedició missionera del capità Allen Gardiner a la Patagònia (1851). En el seu diari va descriure els signes depressius que la malaltia provocà en els seus companys i en ell mateix.
Entre els malalts britànics de la Guerra de Crimea (1854-1855), l'escorbut causà una mortalitat considerable (2093 morts, un 10,3% de la força enviada), deguda a una mala logística i a la manca d'instruccions sobre els preparats cítrics. El mal estat del suc de llimona prescrit a l'hospital de Scutari (actual Üsküdar) provocava greus diarrees als soldats.
Si bé les armades de les potències navals havien establert directrius sanitàries sobre la forma d'evitar l'escorbut entre les seves tripulacions entre finals del segle xviii i inicis del XIX, les marines mercants depenien dels criteris dels armadors i/o dels capitans de les naus. La Merchant Shipping Amendment Act britànica de l'any 1867 va fer obligatori el mantenir una provisió de suc de llimona suficient i de bona qualitat a tots els vaixells de llargues travessies.
A les dècades de 1870 i 1880 es recomanava afegir àcid salicílic a l'aigua, de vegades acompanyat d'àcid cítric i bicarbonat sòdic, ja que encara es creia que el mal estat d'aquesta era un dels principals orígens de la malaltia. De fet, uns dels efectes de l'aspirina és reduir l'absorció de l'àcid ascòrbic.
El metge anglès Thomas Barlow (1845-1945) va identificar l'escorbut infantil com una variant de la malaltia amb característiques pròpies (1883) i no una manifestació de raquitisme agut o una concurrència de les dues entitats, com es pensava fins llavors. Curiosament, Barlow -especialitzat en patologies pediàtriques- no conservà cap nota ni escrit sobre el tema, a banda d'uns esborranys mai publicats. Així i tot, l'escorbut infantil encara es coneix com a "malaltia de Barlow".
L'escorbut fou un dels problemes que va patir l'expedició Discovery a l'Antàrtida (1902) i una de les causes del trist resultat de l'expedició Terra Nova (1912), totes dues dirigides per Robert Scott. Molts metges d'aquell temps -encapçalats pel prestigiós Sir Almroth Wright- creien que la culpa de "l'escorbut polar" era una intoxicació per ptomaïnes (nom genèric de diversos compostos nocius resultants de la descomposició metabòlica de les proteïnes animals) derivada de l'enranciment per hidròlisi del pemmican i no una deficiència nutricional, malgrat les clares conclusions experimentals obtingudes amb conills porquins pels científics noruecs Holst i Frølich publicades l'any 1907.
Bona part dels milers de presoners herero i namaqua internats als camps de Lüderitz, a l'Àfrica Sud-occidental Alemanya, a conseqüència de la revolta de 1904-1907, moriren d'escorbut. La malaltia fou el resultat de la desnutrició provocada de forma intencional per les autoritats de la colònia. Tot i així, els metges militars digueren que la mortaldat va ser causada per un brot d'escorbut "viral o bacterià" derivat de la naturalesa poc higiènica dels presoners.
A la Primera Guerra Mundial es varen donar molts casos d'escorbut entre les combatents. Un dels brots més estudiats fou el sofert per les tropes ANZAC durant les lluites a Gallipoli (1915). També va provocar nombroses baixes en la guarnició de l'Índia Britànica que defensava la ciutat de Kut al-Amara, encerclada per l'exercit otomà.
Actualment se sap que aquesta malaltia, anomenada escorbut, avitaminosi C o dèficit d'àcid ascòrbic; no és contagiosa i que és deguda a la manca de vitamina C, una substància molt abundant en les verdures i les fruites fresques, principalment en els cítrics (llima agre: uns 30,6 mg de vit. C / 100 cc de suc). Els experiments de l'etnòleg i explorador àrtic canadenc Vilhjalmur Stefansson (1879-1962) van aclarir la causa de l'anomenada "paradoxa inuit". La dieta d'aquesta població esquimal no contenia vegetals frescos i, malgrat això, no patien escorbut. Stefansson demostrà que la quantitat de vitamina C present en l'alimentació tradicional dels inuits, basada en menjars com el "muktuk" (pell crua de balena) era suficient per evitar la malaltia.
Segons els historiadors britànics, el còctel Gimlet fou popularitzat pel Cirurgià General de la Royal Navy Sir Thomas Gimlette (1857-1943), qui va estendre el consum de la beguda entre els oficials navals com una forma de prevenció de l'escorbut.
Durant el setge de Leningrad (1941-1944), es van emprar infusions de fulles de pi per intentar evitar la malaltia. Entre els anys 1939 i 1945, les autoritats sanitàries del Regne Unit efectuaren experiments mèdics en objectors de consciència voluntaris amb l'objectiu de determinar la dosi diària mínima de vitamina C necessària per impedir l'aparició de l'escorbut. Alguns dels participants en aquestes proves es van mantenir sans més d'un any amb només 10 mg al dia de la vitamina.
L'escorbut no és una malaltia periclitada i es veu encara en el Primer món. En els darrers anys s'han produït brots d'importáncia, sobre tot entre refugiats de zones conflictives: Somàlia i Sudan (1985-1987 i 2017-2018), Nepal (1994-1996 i 2007), Banya d'Àfrica (1998-2000), Afganistan (2001-2003) i Kenya (2017).